# منتخب كاليدونيا الجديدة لدوري الرغبي
منتخب كاليدونيا الجديدة لدوري الرغبي (بالفرنسية: Équipe de Nouvelle-Calédonie de rugby à XIII)‏ هو ممثل كاليدونيا الجديدة الرسمي في المنافسات الدولية في دوري الرغبي .